# Achilleus (usurpateur romain)
Pour les articles homonymes, voir Achille (homonymie).
Aurelius Achilleus est un usurpateur romain de la fin du IIIe siècle.
Profitant d'une situation économique difficile dans les provinces égyptiennes, il soulève les populations locales vers 292 au nom de Domitius Domitianus, son supérieur, qui prend la tête de la rébellion. En 296 Domitius Domitianus s'est rendu maître de toute l'Égypte et usurpe le titre d'Auguste. L'empereur Dioclétien intervient personnellement et fait reculer les rebelles qui doivent s'enfermer dans Alexandrie. À la mort de Domitius Domitianus en 297, Achilleus prend la tête du soulèvement et se proclame à son tour empereur. Il ne parvient néanmoins pas à éviter la chute de la ville qui tombe aux mains de Dioclétien en 298. Achilleus meurt sur ces entrefaites.
Achilleus et son maître Domitius Domitianus ont parfois été considérés comme étant une seule et même personne, certains voulant par exemple qu'Achilleus soit un surnom attribué à Domitius Domitianus après son usurpation. De fait si l'on a retrouvé des monnaies frappées à l'effigie de Domitius Domitianus, il n'y en a aucune d'Achilleus. On peut toutefois expliquer cela par la faible durée de son usurpation.

## Biographie

### Correctorde Domitianus
Tout au long du IIIe siècle, la puissance de l'Égypte décline : supplantée par l'Afrique comme grenier à blé de Rome, elle souffre autant de la piraterie en mer Rouge que de l'agitation des Blemmyes qui ruinent son commerce avec l'Inde. La province pâtit également de la perte de valeur des monnaies romaines, notamment du tétradrachme d'argent, tandis que l'augmentation des prix laisse les populations rurales dans une grande difficulté. Ni les réformes monétaires de l'empereur Dioclétien, ni la stabilisation de la situation politique intérieure, prémisse d'une reprise de l'activité économique, ne parviennent à inverser le phénomène et à soulager les populations locales du poids de la fiscalité.
Aussi, entre 290 et 292, une révolte éclate en Haute-Égypte. L'insurrection s'étend rapidement puisqu'elle gagne notamment la région du Fayoum, celle de la Thébaïde ainsi que les villes de Busiris et de Coptos. Ce soulèvement est, sinon déclenché, du moins encouragé par Domitius Domitianus qui en prend finalement la tête. Pour cela, il s'appuie sur Aurelius Achilleus, dont les attributions précises sont assez peu clairement connus. On sait cependant qu'il porte le titre de corrector et qu'il possède un commandement militaire et une autorité civile qui lui confère un rôle relativement comparable à celui du préfet d'Égypte qu'il combat. Il semble également que ce soit Achilleus, qui, au service de Domitianus, ait soulevé les populations égyptiennes, ce qui pourrait expliquer les confusions qui sont parfois faites entre les deux personnages.

### Usurpateur à Alexandrie
Dioclétien ne reste cependant pas inactif et charge son préfet d'Égypte de restaurer l'ordre dans une province passée quasi intégralement sous le contrôle des rebelles. La dynamique s'inverse de sorte qu'à la fin de l'année 296, la ville rebelle de Coptos est assiégée et mise à sac par les troupes de l'empereur. Cependant, dans le même temps, profitant du fait que le préfet a quitté Alexandrie, principale ville de la province, Domitius Domitianus s'en rend maître et s'y fait sans doute proclamer empereur par la même occasion.
Après avoir confié la frontière perse à son César Galère, Dioclétien marche sur l'Égypte résolu à briser en personne l'usurpation de Domitius Domitianus. De la fin de l'année 296 à l'été 297, il reprend progressivement le contrôle de l'ensemble de la province. Busiris, qui tombe à son tour est finalement rasée, de sorte que Domitianus et Achilleus sont progressivement acculés à Alexandrie où ils s'enferment en 297. Il semble que Domitianus ait péri à Alexandrie à la fin de l'année 297, Achilleus se retrouve donc seul à la tête de la rébellion. Dans le même temps, Dioclétien encercle la ville où sont retranchés les insurgés et la soumet au siège. Pour ce faire il détruit notamment les aqueducs approvisionnant la cité en eau.
Alexandrie tombe finalement au printemps 298 après près de huit mois de siège.  Furieux de la révolte, Dioclétien exige que la ville soit mise à sac et réprime durement la population. S'il ne s'est pas suicidé auparavant, Achilleus est très certainement tué par ordre de l'empereur sur ces entrefaites.